# FastStone Image Viewer
FastStone Image Viewer — программа для просмотра изображений в Microsoft Windows, разработанная компанией FastStone Soft. Включает в себя файловый менеджер, базу данных и основные функции редактирования изображений. Считается одной из наиболее популярных программ в своём классе. Является бесплатной для домашнего использования начиная с версии 3.5. Для коммерческой деятельности необходима покупка лицензии. Написана на языке программирования Delphi.

## Описание
Интерфейс FastStone Image Viewer схож с ACDSee. Программа имеет следующие модули: просмотр изображений, конвертер и графический редактор.

### Возможности
Основные возможности программы включают просмотр, редактирование и пакетное преобразование изображений. Также имеется возможность создавать слайд-шоу, используя различные эффекты перехода и звуковое сопровождение. Программа поддерживает почти все растровые графические форматы (BMP, CUR, GIF, ICO, JPEG, JPEG 2000, PCX, PNG, PSD, TGA, TIFF, WMF и др.), распространённые RAW-форматы фотокамер (CRW, CR2, NEF, PEF, RAF, MRW, ORF, SRF, DNG и др.), а также некоторые форматы видео. На официальном сайте, помимо обычной, доступна версия программы, не требующая установки.
Возможности программы:
- Полноэкранный просмотр с возможностью настраиваемого масштабирования.
- Поддержка нескольких мониторов
- Управление библиотекой изображений, обработка тегов, поддержка перетаскивания.
- Ведение многоуровневой истории изменений изображения.
- Отображение гистограмм.
- Просмотр информации из EXIF.
- Просмотр и редактирование комментариев в JPEG-файлах.
- Сравнение изображений (от 2 до 4 одновременно).
- Просмотр многостраничных TIFF-файлов.
- Удаление или уменьшение эффекта красных глаз.
- Изменение размеров, разрешения; кадрирование.
- Изменение экспозиции, оттенка, насыщенности; цветокоррекция.
- Работа с цветовыми пространствами.
- Добавление специальных эффектов, надписей, искажений и др.
- Пакетная обработка изображений с переименованием, редактированием и конвертированием.
- Создание слайд-шоу с возможностью сохранения в виде EXE-файла.
- Создание индекс-листов и списков изображений.
- Получение изображений со сканера.

## Критика
iXBT.com в своем обзоре 2006 года, отметил отсутствие редактирования гистограмм и кривых, а также недостатки при работе с форматом RAW.